# Buggy

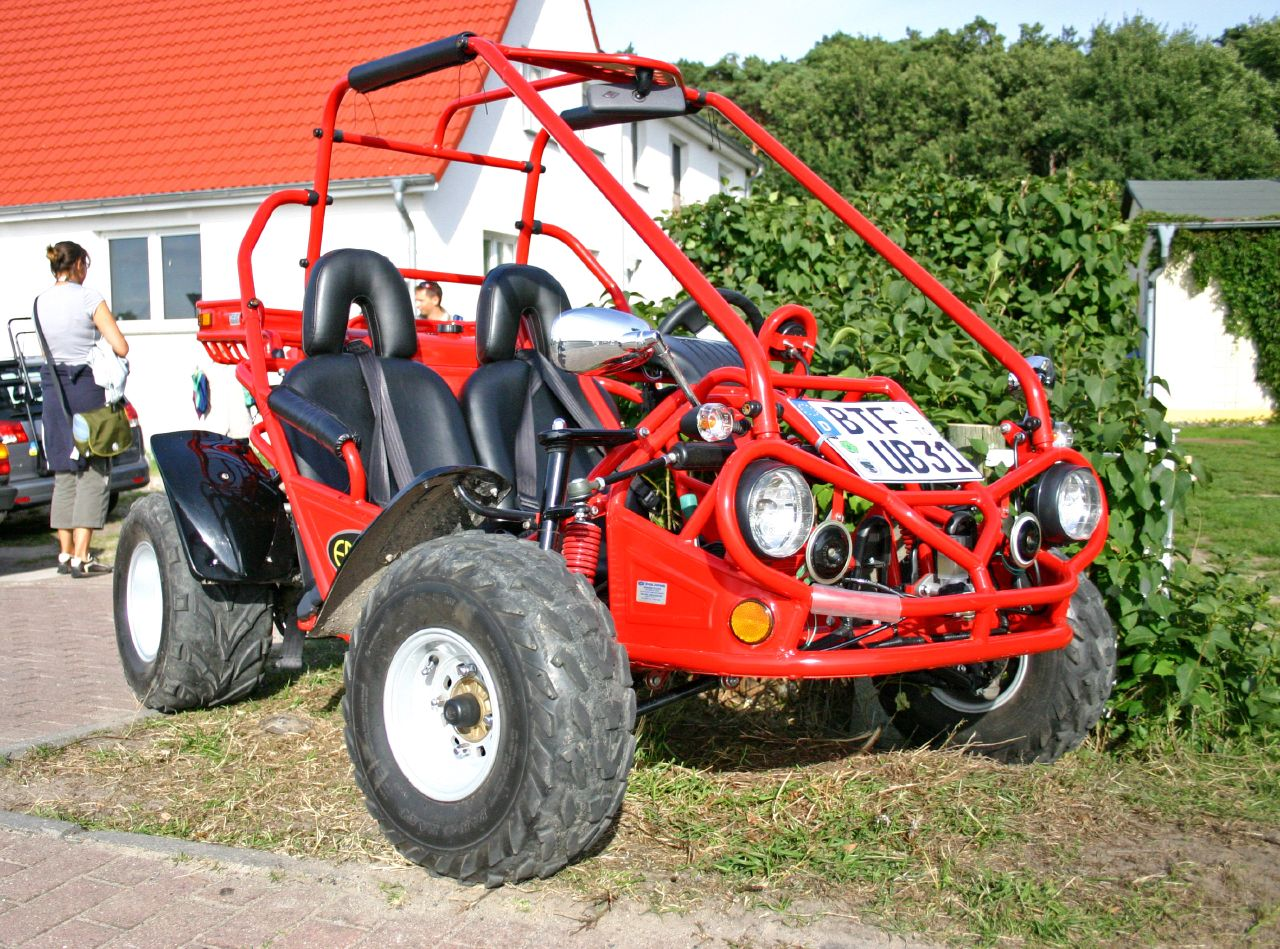
Buggy

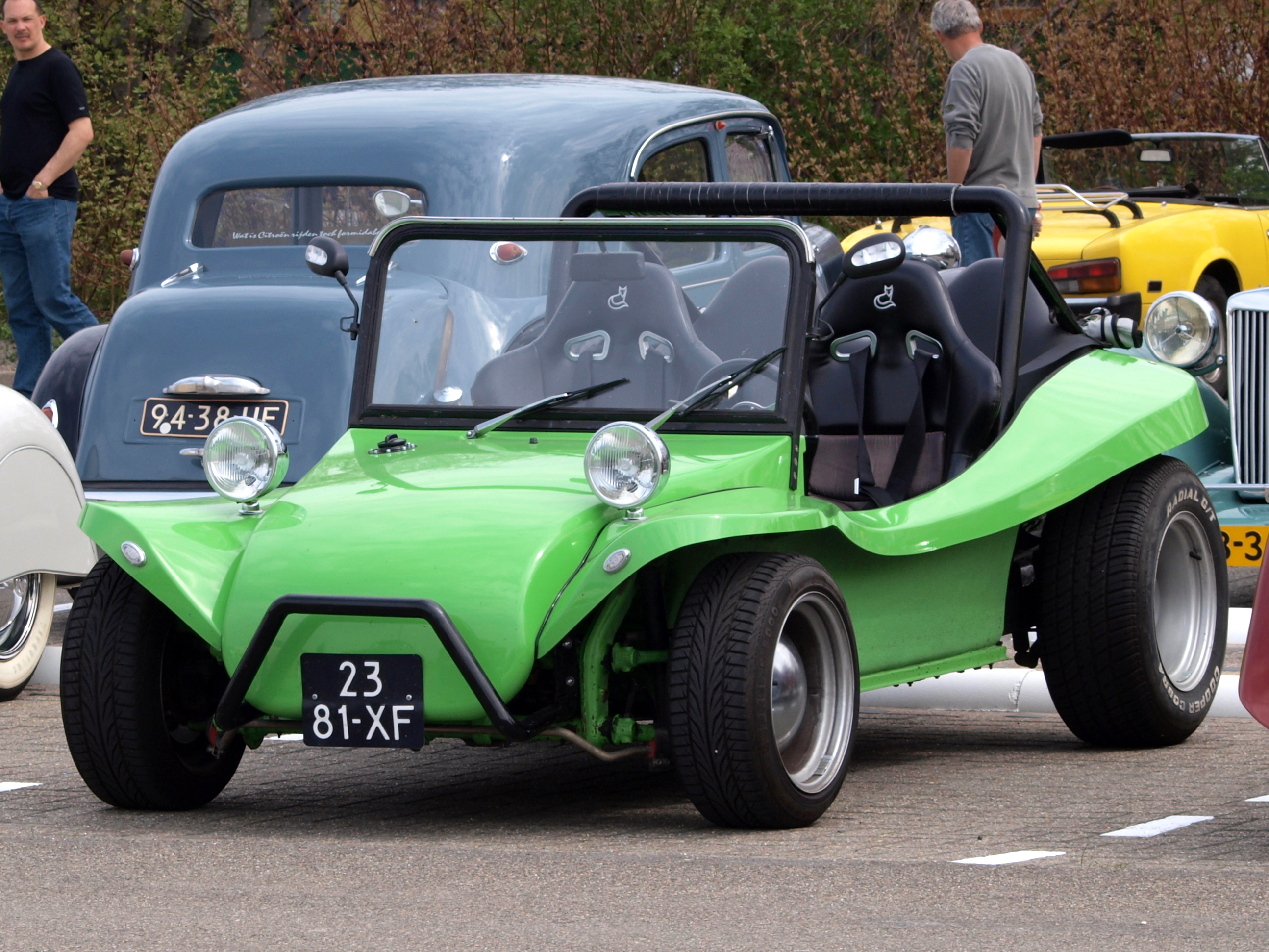
Buggy

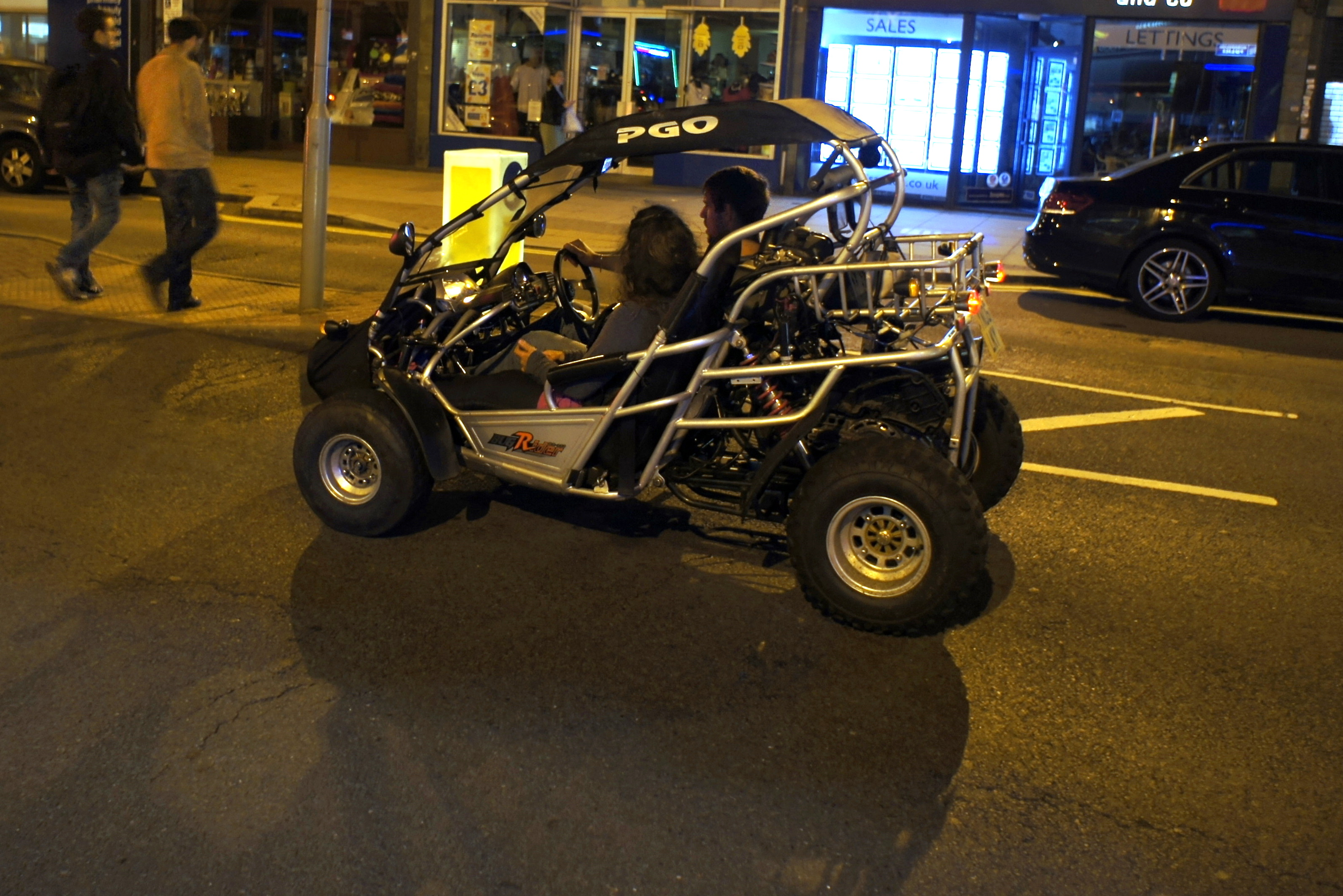
Wykorzystywany w jeździe miejskiej

Buggy – typ lekkiego samochodu rekreacyjnego wyposażonego w duże koła z grubymi oponami, wytrzymałe zawieszenie, otwarte nadwozie oraz odsłonięty silnik, umieszczony najczęściej z tyłu.

## Wygląd
Samochody typu Buggy dzielą się na dwa rodzaje.
- Pierwszym z nich są pojazdy budowane na bazie innych aut (dużym zainteresowaniem cieszą się modele, w których umieszczono silnik z tyłu, a ponadto mają napęd na tylną oś; jest to związane z dociążeniem tylnej osi przy przyśpieszaniu). Ciekawym modelem jest VW Garbus, który zapewnia  niewielkie rozmiary, dostępność części zamiennych oraz łatwość montażu i wymiany części. W krajach anglosaskich Garbus jest nazywany "Beetle" lub Bug, skąd właśnie wzięła się nazwa pojazdu. Inna nazwa pojazdów buggy budowanych na bazie VW Garbusa to Baja Bug.
- Drugi typ samochodu to pojazdy, których nadwozie jest budowane całkowicie od nowa ze spawanych rur. Samochód taki jest budowany od podstaw, jednak zajmuje to więcej czasu i wymaga większych kosztów. Rozmiary takich buggy mogą być różne - od maleńkich gokartów wielkości quada, aż do pojazdów wielkości sedana wyposażonych w silniki V8. Są one nazywane Sand rails z powodu rurowej klatki nadwozia.

## Zastosowanie
Samochody Buggy zostały zaprojektowane i na początku służyły do jazdy po wydmach na plażach i pustyniach. Miały zapewnić jak najwięcej emocji oraz dostateczną wygodę podczas jazdy. Obecnie buggy są używane w różnych dyscyplinach sportu - np. w wyścigach pustynnych typu Dakar lub wyścigach po torze we wnętrzu budynku. Niektóre modele są zbudowane specjalnie do jazdy po zwykłej drodze.